# Pose (serie televisiva)
Pose (stilizzato in POSE) è una serie televisiva statunitense ideata da Ryan Murphy, Brad Falchuk e Steven Canals per FX.
La serie viene trasmessa dal 3 giugno 2018. La serie è stata rinnovata di altre due stagioni, in onda nel 2019 e nel 2021.
La prima stagione ha ricevuto molte recensioni positive dalla critica, venendo candidata per diversi premi, tra cui 2 Golden Globe: Miglior serie drammatica e Miglior attore in una serie drammatica a Billy Porter.
In Italia, la prima stagione è stata resa disponibile su Netflix a partire dal 31 gennaio 2019, la seconda dal 30 ottobre 2019, la terza ed ultima stagione dal 23 settembre 2021.

## Trama
La serie, ambientata tra gli anni ottanta e novanta, guarda alla giustapposizione di diversi segmenti della vita e della società a New York: l'ascesa del lussuoso universo dell'era Trump, la scena sociale e letteraria e il mondo della cultura delle ball.

## Episodi
| Stagione         | Episodi | Prima TV USA | Pubblicazione Italia |
| ---------------- | ------- | ------------ | -------------------- |
| Prima stagione   | 8       | 2018         | 2019                 |
| Seconda stagione | 10      | 2019         | 2019                 |
| Terza stagione   | 7       | 2021         | 2021                 |

## Personaggi e interpreti

### Personaggi principali
- Blanca (stagioni 1-3), interpretata da MJ Rodriguez, doppiata da Alessia Amendola.
- Pray Tell (stagioni 1-3), interpretato da Billy Porter, doppiato da Stefano Brusa.
- Elektra (stagioni 1-3), interpretata da Dominique Jackson, doppiata da Cinzia De Carolis.
- Angel (stagioni 1-3), interpretata da Indya Moore, doppiata da Erica Necci.
- Damon (stagioni 1-2, ricorrente stagione 3), interpretato da Ryan Jamaal Swain, doppiato da Sacha Pilara.
- Helena St. Rogers (stagioni 1-2), interpretata da Charlayne Woodard, doppiata da Paola Majano.
- Lulu (stagioni 1-3), interpretata da Hailie Sahar, doppiata da Eleonora Reti.
- Candy (stagioni 1-2, guest star stagione 3), interpretata da Angelica Ross, doppiata da Guendalina Ward.
- Lil Papi (stagioni 1-3), interpretato da Angel Bismark Curiel, doppiato da Michele Botrugno.
- Ricky (stagioni 1-3), interpretato da Dyllón Burnside, doppiato da Gabriele Patriarca.
- Stan Bowes (stagione 1), interpretato da Evan Peters, doppiato da Alessio Nissolino.
- Patty Bowes (stagione 1), interpretata da Kate Mara, doppiata da Francesca Manicone.
- Matt Bromley (stagione 1), interpretato da James Van Der Beek, doppiato da Francesco Pezzulli.
- Judy Kubrak (stagioni 2-3, guest star stagione 1), interpretata da Sandra Bernhard, doppiata da Roberta Gasparetti.
- Lemar (stagione 3, ricorrente stagioni 1-2), interpretato da Jason A. Rodriguez, doppiato da Gabriele Marchingiglio.

### Personaggi ricorrenti
- Cubby (stagioni 1-3), interpretato da Jeremy McClain, doppiato da Pierpaolo Tesoro.
- Aphrodite (stagioni 1-2), interpretata da Alexia Garcia, doppiata da Domitilla D'Amico.
- Veronica (stagioni 1-2), interpretata da Bianca Castro, doppiata da Mariangela D'Amora.
- Amanda Bowes (stagione 1), interpretata da Samantha Grace Blumm, doppiata da Carolina Gusev.
- Jose Gutierez Xtravaganza (stagione 1), interpretato da sé stesso.
- Dr.ssa Gottfried (stagione 1), interpretata da Kathryn Erbe, doppiata da Alessandra Korompay.
- Costas Perez (stagione 1, guest star stagione 2), interpretato da Johnny Sibilly, doppiato da Gabriele Vender.
- Summer (stagione 1), interpretata da Tamara M. Williams.
- Dick Ford (stagione 1), interpretato da Christopher Meloni, doppiato da Massimo Rossi.
- Tess (stagione 2, guest star stagione 1), interpretata da Trace Lysette.
- Florida (stagione 2, guest star stagione 1), interpretata da Leiomy Maldonado, doppiata da Federica D'Amico.
- Manhattan (stagioni 2-3), interpretato da André Ward, doppiato da Fabrizio Dolce.
- Jack Mizrahi (stagioni 2-3, guest star stagione 1), interpretato da sé stesso, doppiato da Gianluca Machelli.
- Frederica Norman (stagione 2), interpretata da Patti LuPone, doppiata da Antonella Giannini.
- Christopher (stagione 3), interpretato da Jeremy Pope, doppiato da Mirko Cannella.

## Produzione

### Sviluppo
Il 16 marzo 2017 è stato annunciato che FX aveva ordinato un episodio pilota. Il pilota è stato scritto da Ryan Murphy, Brad Falchuk e Steven Canals, che saranno anche i produttori insieme a Nina Jacobson, Brad Simpson (cantante dei Vamps) e Sherry Marsh. Leiomy Maldonado e Danielle Polanco coreograferanno le scene di ballo. Successivamente è stato annunciato che Janet Mock e Our Lady J si erano unite allo staff di sceneggiatori e che avrebbero anche prodotto la serie.
Il 27 dicembre 2017, FX ha ordinato una prima stagione completa di 8 episodi.
Il 12 luglio 2018, la serie viene rinnovata per una seconda stagione.
A meno di una settimana dalla messa in onda della seconda stagione FX ha rinnovato la serie per una terza ed ultima stagione.

### Casting
Murphy e il suo team hanno iniziato a lavorare per lo show a marzo 2017. Dopo una ricerca di casting a livello nazionale di sei mesi, la produzione ha annunciato di aver assemblato il cast più grande mai realizzato per una serie. Le attrici transgender che si sono unite al cast principale sono MJ Rodriguez, Indya Moore, Dominique Jackson, Hailie Sahar e Angelica Ross. Gli attori cisgender hanno annunciato contemporaneamente Ryan Jamaal Swain, Billy Porter e Dyllon Burnside. Ci si aspetta che la serie includa più di 50 personaggi transgender. Il giorno dopo, FX annunciò che anche Evan Peters, Kate Mara, James Van Der Beek e Tatiana Maslany si sarebbero uniti alla serie e avrebbero interpretato Stan, Patty, Matt e un insegnante di danza, rispettivamente.
Accanto all'annuncio dell'ordine della serie, è stato riferito che Maslany aveva abbandonato la serie in seguito alla riqualificazione della sua parte in quella di una donna afroamericana di 50 anni. Il personaggio sarà ora interpretato da Charlayne Woodard.

### Riprese
Le riprese dell'episodio pilota sono iniziate a New York nell'ottobre 2017, mentre quelle per i successivi episodi sono cominciate nel febbraio 2018. Murphy ha diretto i primi due episodi.

## Influenze
Pur essendo un'opera di narrativa creativa, la serie è "fortemente ispirata" al documentario del 1990 di Jennie Livingston Paris Is Burning. Molti fatti e personaggi sono basati su fatti e persone reali, mentre diverse persone presenti nel documentario appaiono nella serie come Jose Gutierez Xtravaganza che ha fatto parte della House of Xtravaganza, che nella serie TV interpreta un giudice nell'episodio pilota e Sol Pendavis Williams. Creatori e produttori della serie come Murphy, Canals e la sceneggiatrice/produttrice Janet Mock considerano Paris Is Burning un testo che ha contribuito non solo a dare forma allo spettacolo, ma anche alle loro identità quando lo hanno visto per la prima volta.

## Promozione
Il 12 aprile 2018, FX ha rilasciato il primo teaser trailer della serie. Il 3 maggio 2018 è stato rilasciato il primo trailer ufficiale.

## Distribuzione
Il 17 maggio 2018, la serie ha avuto la sua prima mondiale all'Hammerstein Ballroom di Manhattan. Il 23 luglio 2018, Dyllón Burnside ha vinto un concerto di beneficenza, duettando con i co-protagonisti Billy Porter e Ryan Jamaal Swain per celebrare il finale della stagione e raccogliere fondi per la GLSEN (Gay, Lesbian & Straight Education Network). Durante l'evento, si è tenuta una conversazione tra Burnside e l'ex caporedattore di Vibe Emil Wilbekin, dove Burnside ha discusso la sua storia di coming out e ha parlato dell'importanza degli spazi sicuri per le persone LGBTQ. Più tardi, la sera, Porter ha cantato una canzone dal suo ultimo album, mentre Mj Rodriguez ha cantato Waving through a Window dal musical Dear Evan Hansen.
Nel marzo 2019, la serie ha preso parte al Paley Center for Media per l'annuale Paleyfest LA al Dolby Theatre di Los Angeles, in California.

## Accoglienza
La serie è stata accolta positivamente dalla critica. Sull'aggregatore di recensioni Rotten Tomatoes, la prima stagione ha un indice di gradimento del 96% con un voto medio di 8.21 su 10, basato su 81 recensioni, mentre su Metacritic ha un punteggio di 75 su 100, basato su 27 recensioni.

## Riconoscimenti
- 2018 - Gotham Independent Film Awards[27]
  - Candidatura per la miglior serie rivelazione - forma lunga
- 2018 - American Film Institute Awards[28]
  - Top 10 dei migliori programmi dell'anno
- 2019 - Golden Globe[29]
  - Candidatura per la miglior serie drammatica
  - Candidatura per il miglior attore in una serie drammatica a Billy Porter
- 2019 - Dorian Awards[30][31]
  - Serie TV drammatica dell'anno
  - Miglior performance dell'anno per una serie TV a Billy Porter
  - Miglior show LGBTQ dell'anno
  - Miglior performance musicale dell'anno per una serie TV a Billy Porter, MJ Rodriguez e Our Lady J (per Home)
- 2019 - Critics' Choice Television Awards[32]
  - Candidatura per la miglior serie drammatica
  - Candidatura per il miglior attore in una serie drammatica a Billy Porter
- 2019 - Writers Guild of America Award[33]
  - Candidatura per la miglior nuova serie a Steven Canals, Brad Falchuk, Todd Kubrak, Janet Mock, Ryan Murphy e Our Lady J
- 2019 - GLAAD Media Awards[34]
  - Candidature per la miglior serie drammatica
- 2022 - Golden Globe
  - Candidatura per la miglior serie drammatica
  - Candidatura per il miglior attore in una serie drammatica a Billy Porter
  - Miglior attrice in una serie drammatica a MJ Rodriguez